# Metallurgisches Kombinat Asow-Stahl

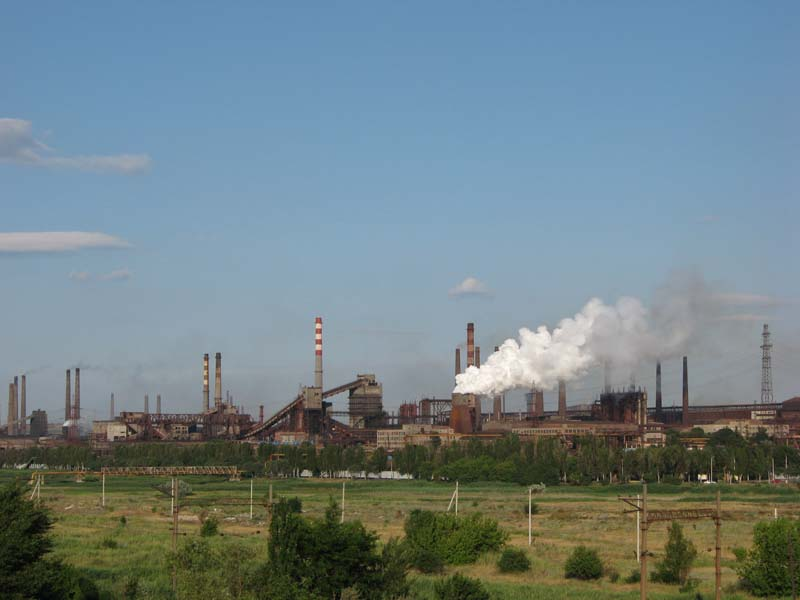
Blick auf das Werk (2007)

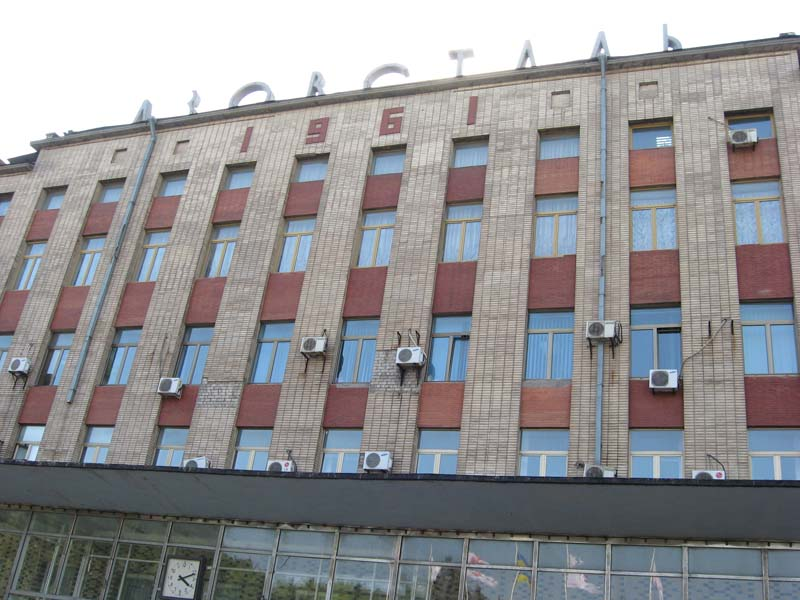
Gebäude der Hauptverwaltung

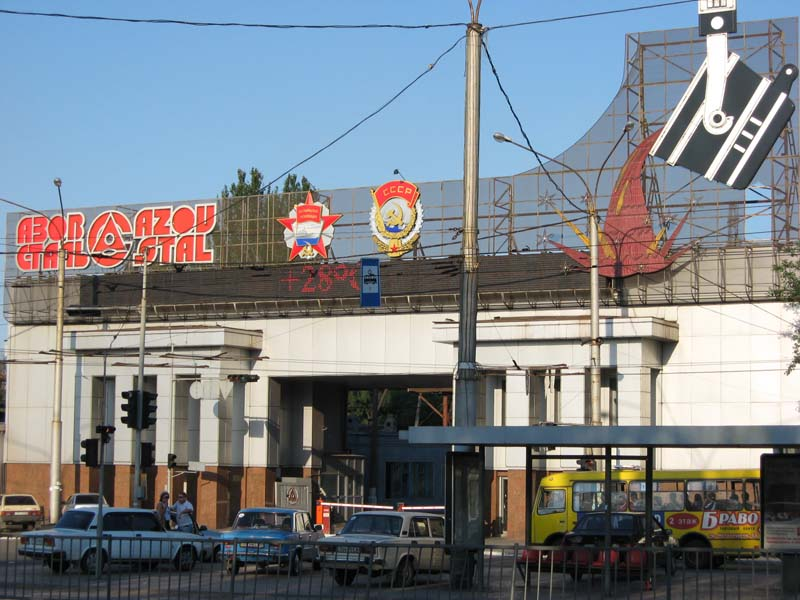
Haupteingang von Asow-Stahl

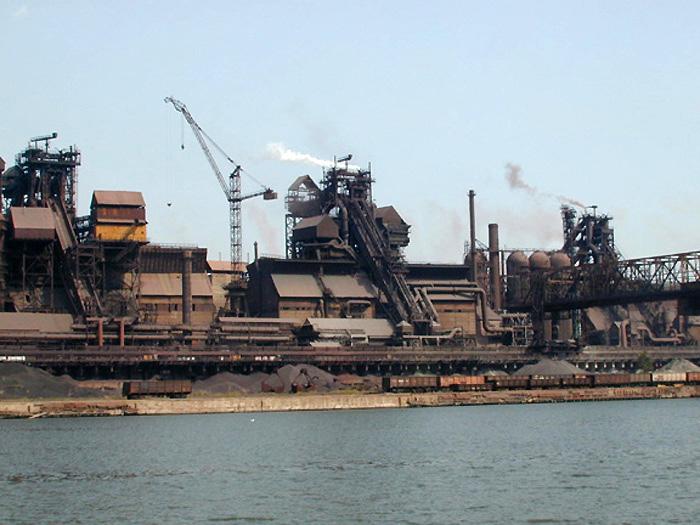
Seehafen „Asow-Stahl“. Im Hintergrund ist eine Hochofenanlage zu sehen

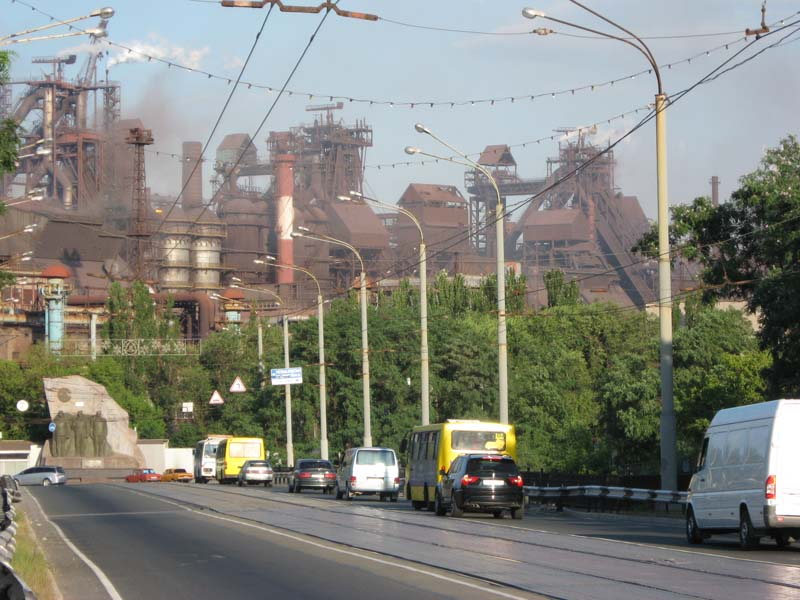
Blick von der Postbrücke auf die Hochofenanlage

Das Metallurgische Kombinat Asow-Stahl (ukrainisch металургійний комбінат «Азовста́ль») a) war ein Hüttenwerk in der ukrainischen Stadt Mariupol. Es ist mit elf Quadratkilometern Fläche eines der größten Europas und eines der wichtigsten der Ukraine.
Während des russischen Überfalls auf die Ukraine wurde das Werk im April und Mai 2022 stark beschädigt und schließlich von russischen und prorussischen Armeeeinheiten eingenommen.
Im Fabrikgelände gibt es mehrstöckige unterirdische Bunkeranlagen, die im russisch-ukrainischen Krieg 2022 von eingeschlossenen ukrainischen Truppen und Zivilisten benutzt wurden. Diese Gänge mit einer Gesamtlänge von 20 km reichen bis in eine Tiefe von 30 m, stammen aus der Zeit des Kalten Kriegs und können einen Atomschlag überstehen.

## Geschichte
Asow-Stahl wurde 1930 auf Beschluss des Präsidiums des Obersten Rats für Volkswirtschaft der Sowjetunion in Mariupol, in der Ukrainischen SSR gegründet. Im August 1933 begann die Verhüttung von Eisen, und im Januar 1935 wurde die Stahlproduktion aufgenommen. Entstanden im Rahmen des ersten Fünfjahresplanes wurde es zu einem der größten metallurgischen Werke der Sowjetunion, was zum Zuzug von zahlreichen Arbeitern aus Russland, Weißrussland, Georgien und Kasachstan führte. Nach dem Beginn des Zweiten Weltkriegs wurde am 7. Oktober 1941 die Produktion eingestellt und die gesamte Belegschaft abgezogen. Zuvor waren Teile der Fabrik nach Osten gebracht worden.

### Deutsche Besatzung 1941–1943
Im Rahmen des deutschen Iwan-Programms (1942–1943) wurde die Fabrik ab 1942 zur Munitionsherstellung (Granaten) verwendet. Das Werk war zuvor von der Friedrich Krupp AG als Patenbetrieb von der reichseigenen Berg- und Hüttenwerksgesellschaft Ost (BHO) (die BHO diente hierbei als Holding zur staatlichen Verwaltung aller eroberten Hüttenbetriebe der Sowjetunion) in weitgehend betriebsfähigem Zustand übernommen worden. Beim Abzug der deutschen Truppen im September 1943 wurden alle Fabrikanlagen gesprengt.

### Wiederaufbau 1943–1945
Nach Abzug der deutschen Truppen lag das Werk 1943 komplett in Trümmern. Im selben Jahr begann der Wiederaufbau. Zunächst wurden als Folge des Krieges unterirdische, vier Stockwerke tiefe Bunker und ein ausgeklügeltes Netz von Tunneln und Kommunikationssystemen erstellt. Ein repariertes Turbogebläse und die Sauerstoffanlage gingen im Oktober 1944 wieder in Betrieb. Die Roheisenproduktion wurde im Hochofen 3 im Juli 1945 und die Stahlproduktion mit einem Siemens-Martin-Ofen im November wieder aufgenommen.

### Umorganisation und Privatisierung
1984 erfolgte die Umorganisation zu einem integrierten Hüttenwerk. 2006 wurde Asow-Stahl von Metinvest übernommen, dessen Finanzholding mit Sitz in Den Haag vom ukrainischen Oligarchen Rinat Achmetow beherrscht wird. Sigma TV Channel, Sygma TV Channel, Firma Marita und AzovMed sind Tochterunternehmen des Hüttenwerkes.

### Umweltproteste und Reformen
In einer Studie aus dem Jahr 1999 wurde festgestellt, dass der Standort von einer regionalen Umweltschutzbehörde als der zweitgrößte Luftverschmutzer in der Region eingestuft worden war. Da das Werk als wichtig für die regionale Stahlindustrie angesehen wurde, sind viele Bestrebungen, die Emissionen zu reduzieren, vereitelt worden. Um die Verschmutzung zu verringern, wurde zunächst ein kleines Pilotprogramm zur Verringerung der Verschmutzung durch Graphit und Schmelzdämpfe durchgeführt, das, als es positive Ergebnisse zeitigte, in größerem Maßstab weitergeführt wurde. Außerdem führte der Standort jedes Jahr regelmäßige Audits zur Vermeidung von Umweltverschmutzung durch.
Aufgrund laxer Umweltvorschriften und „völlig veralteter“ Anlagen, die von Azovstal und anderen Metinvest-Fabriken in der Stadt verwendet wurden, wurde Mariupol von National Geographic als „eine der am stärksten verschmutzten Städte“ in der Ukraine bezeichnet. In den Jahren 2018 und 2019 protestierten die Einwohner von Mariupol auf der Straße für Reformen.

### Russisch-Ukrainischer Krieg ab 2014
Im März und April 2022 wurde das Stahlwerk während der Belagerung von Mariupol durch russische Truppen schwer beschädigt. Mit dem Beginn des russischen Überfalls auf die Ukraine Ende Februar 2022 wurden umgehend Maßnahmen ergriffen, um mögliche Umweltschäden durch Angriffe zu verhindern. Ab Mitte März 2022 kam es zu Luftangriffen auf das Stahlwerk, die Gebäudeschäden verursachten. Mitte April 2022, nachdem russische Streitkräfte und prorussische Separatisten große Teile der Stadt erobert hatten, zogen sich die verbliebenen ukrainischen Verteidiger sowie Zivilisten und ausländische Kämpfer in das Stahlwerk zurück, da die Bunkeranlagen ausreichend Schutz boten. Schätzungen gingen von zirka 3500 Personen aus.
Nach wochenlangen Kämpfen und der Androhung der kompletten Vernichtung verkündete der russische Präsident Wladimir Putin am 21. April 2022, dass das Stahlwerk eingekesselt werde, da eine Stürmung zu viele Opfer auf der eigenen Seite fordern würde. Zuvor hatte der ukrainische Präsident mit dem Abbruch der Friedensverhandlungen gedroht, sollten die verbliebenen ukrainischen Kräfte getötet werden. Unter den Verschanzten befanden sich Mitglieder der 36. ukrainischen Marineinfanteriebrigade sowie des Regiments Asow der Nationalgarde. Der Kommandant des Regiments Asow, Denys Prokopenko, warf der russischen Seite den Einsatz von bunkerbrechenden Bomben vor. Der Kommandeur der ukrainischen 36. Marineinfanteriebrigade, Serhij Wolyna, forderte die Evakuierung in ein Drittland.
Anfang Mai 2022 konnten etwa 500 Frauen und Kinder aus dem Werksareal in ukrainische Gebiete evakuiert werden. Laut einem UN-Koordinator und eigenen Aussagen hatten die Evakuierten zwei Monate kein Tageslicht gesehen. Das Areal wurde aber weiterhin bombardiert, da die Verteidiger eine Kapitulation ausschlossen. Die Werksanlagen bestanden mittlerweile nur noch aus Ruinen. Mitte Mai setzte Russland Brandbomben gegen das Stahlwerk ein. In der Nacht vom 16. auf den 17. Mai 2022 ergaben sich mehrere hundert ukrainische Verteidiger, die noch die Stellungen im Stahlwerk gehalten hatten. Die Gefangenen sollten in russisch kontrolliertes Gebiet gebracht werden, um einen Austausch gegen russische Gefangene zu ermöglichen. Am 18. Mai vermeldete Russland, dass sich weitere 700 Verteidiger ergeben hätten und die Zahl somit auf 969 Gefangene angewachsen sei, unter denen sich 80 Verletzte befänden. Am 20. Mai 2022 gab der ukrainische Kommandant Denys Prokopenko die Kapitulation bekannt. Nach Angaben eines ukrainischen Soldaten, waren zum Ende der Kämpfe hin die Bunker in der Asow-Stahlfabrik eingebrochen bzw. zerstört.
Bereits zuvor hatte Denis Puschilin, der Präsident der Volksrepublik Donezk, in die Mariupol eingegliedert werden soll, verkündet, dass das Asow-Stahl abgerissen und nur die Iljitsch-Werke wieder aufgebaut werden sollen, wofür Rinat Achmetow, der Eigentümer beider Werke, jegliche Zusammenarbeit versagte. Zudem kündete er an, gegen Russland zu klagen, da er Milliardenverluste zu beklagen habe. Laut Puschilin ist geplant, an der Stelle des Werkes eine Grünzone oder einen Technologiepark anzulegen.

## Produktion
Asow-Stahl betreibt am Standort Mariupol sechs Hochöfen mit Sinteranlage und mehreren Kokereien, ein Stahlwerk mit zwei Konvertern, mehrere Walzwerke, eine eigene Eisenbahn- und eine Hafenanlage.
Die Produktion erreichte 2005 5.906.000 Tonnen Stahl. Bei Beginn des Donbass-Konfliktes im Jahre 2014 wurde eine Jahresproduktion von über vier Millionen Tonnen Rohstahl ausgewiesen. Im gleichen Jahr beschäftigten Asow-Stahl und die anderen metallurgischen Betriebe in Mariupol rund 40.000 Arbeiter.
In der Halbleiter-Produktion kommt man bei „superschmalen Strukturbreiten […] nur noch mit UV-Lithografie weiter“. Die Laser der Lithografie-Maschinen benötigen neben anderen Gasen Neon – ein häufiges Nebenprodukt der Stahlherstellung. „Das riesige Stahlwerk Azovstal […] war ein wichtiger Neon-Lieferant. Der Wegfall der Lieferungen aus der Ukraine sorgte zwar für Störungen“ in der weltweiten Chip-Produktion; nach dem Branchenanalyst Alan Priestley werden sie „aber zu verdauen sein.“

## Management
Die Eisen- und Stahlwerke Asow-Stahl sind eine Tochtergesellschaft der Metinvest-Gruppe. Asow-Stahl wird direkt von der Metinvest Holding LLC verwaltet, einer Tochtergesellschaft von Metinvest B.V.